# Liste der Autorenbeteiligungen und Produktionen von Jürgen Drews
Dies ist eine Übersicht über die Kompositionen und Produktionen des deutschen Schlager-Musikers, Komponisten und Musikproduzenten Jürgen Drews. Zu berücksichtigen ist, dass Hitmedleys, Remixe, Liveaufnahmen oder Neuaufnahmen des gleichen Interpreten nicht aufgeführt werden.

## ()
| Jahr | Titel                                              | Interpret    | Funktion  |
| ---- | -------------------------------------------------- | ------------ | --------- |
| 2011 | (Hooray, Hooray, Hey Yo!) Ich will dein Pirat sein | Jürgen Drews | Produzent |

## A
| Jahr | Titel                       | Interpret    | Funktion             |
| ---- | --------------------------- | ------------ | -------------------- |
| 2010 | Abgestürzt                  | Jürgen Drews | Produzent            |
| 1996 | Alles im Eimer              | Jürgen Drews | Co-Komponist         |
| 1999 | Alles was ich will          | Jürgen Drews | Co-Komponist         |
| 2011 | Am Ende bleiben Tränen      | Jürgen Drews | Produzent            |
| 1994 | Anita (zieh’ die Straps an) | Jürgen Drews | Komponist            |
| 1995 | Aus und vorbei              | Jürgen Drews | Komponist, Produzent |

## B
| Jahr | Titel                   | Interpret    | Funktion     |
| ---- | ----------------------- | ------------ | ------------ |
| 1996 | Barfuß durch den Sommer | Onkel Jürgen | Co-Produzent |
| 1973 | Bleib                   | Jürgen Drews | Co-Komponist |
| 1978 | Bloß nichts versäumen   | Jürgen Drews | Co-Komponist |

## D
| Jahr | Titel                                              | Interpret                | Funktion                |
| ---- | -------------------------------------------------- | ------------------------ | ----------------------- |
| 2010 | Das große Los                                      | Jürgen Drews             | Komponist, Produzent    |
| 1996 | Das ist nicht fair                                 | Jürgen Drews             | Co-Komponist            |
| 1995 | Das macht Spaß                                     | Peter Rafael             | Komponist               |
| 1972 | Denk an Liebe                                      | Jürgen Drews             | Komponist               |
| 2013 | Denn für immer & ewig                              | Jürgen Drews             | Co-Komponist            |
| 2013 | Denn mit dir bin ich wunschlos glücklich           | Jürgen Drews             | Produzent               |
| 1989 | Denn zwei Frauen zu lieben, das ist kein Vergnügen | Jürgen Drews             | Co-Produzent            |
| 1978 | Der City-Gorilla                                   | Jürgen Drews             | Co-Komponist            |
| 1976 | Der verkannte Pianist                              | Jürgen Drews             | Komponist               |
| 1978 | Die Nacht                                          | Jürgen Drews             | Co-Komponist            |
| 1977 | Doch irgendwie fällt immer wieder Regen            | Jürgen Drews             | Co-Komponist            |
| 1978 | Du bist ein Niemand                                | Jürgen Drews             | Co-Komponist            |
| 1995 | Durch und durch                                    | Jürgen Drews feat. Silke | Co-Komponist, Produzent |

## E
| Jahr | Titel              | Interpret    | Funktion     |
| ---- | ------------------ | ------------ | ------------ |
| 1980 | Ein Freund geht    | Jürgen Drews | Co-Komponist |
| 1976 | Ein neuer Anfang   | Jürgen Drews | Komponist    |
| 1978 | Ein schräger Vogel | Jürgen Drews | Co-Komponist |
| 2010 | Ewige Liebe        | Jürgen Drews | Co-Produzent |

## F
| Jahr | Titel                                | Interpret                                      | Funktion                |
| ---- | ------------------------------------ | ---------------------------------------------- | ----------------------- |
| 1992 | Faß’ mich bloß nicht an              | Jürgen Drews                                   | Co-Komponist            |
| 1992 | Faß’ mich bloß nicht an              | KoKoKids (Songtitel: Fass mein Kleid nicht an) | Co-Komponist            |
| 2006 | FC Deutschland                       | Jürgen Drews                                   | Co-Komponist            |
| 1989 | Fledermaus-House                     | Bat-Maxx                                       | Co-Komponist, Produzent |
| 2011 | Für dich greif’ ich nach den Sternen | Jürgen Drews                                   | Produzent               |

## G
| Jahr | Titel                                            | Interpret    | Funktion                |
| ---- | ------------------------------------------------ | ------------ | ----------------------- |
| 2013 | Ganz egal, ganz egal                             | Jürgen Drews | Komponist, Produzent    |
| 1973 | Geh’ nach Haus                                   | Jürgen Drews | Co-Komponist            |
| 1978 | Geh’ wenn du kannst                              | Jürgen Drews | Co-Komponist            |
| 2013 | Gib mir einen kleinen Kuss (mehr will ich nicht) | Jürgen Drews | Co-Komponist, Produzent |
| 2007 | Gloria                                           | Jürgen Drews | Produzent               |

## H
| Jahr | Titel                                          | Interpret    | Funktion             |
| ---- | ---------------------------------------------- | ------------ | -------------------- |
| 2015 | Hab ich dich nicht schon mal geseh’n (boah ey) | Jürgen Drews | Co-Produzent         |
| 2011 | Halt mich fest                                 | Jürgen Drews | Komponist, Produzent |
| 2005 | Hammerscharf                                   | Jürgen Drews | Co-Komponist         |
| 1978 | Hast du gar keine Angst                        | Jürgen Drews | Co-Komponist         |
| 1992 | Helden gibt’s schon lang’ nicht mehr           | Jürgen Drews | Co-Komponist         |
| 1994 | Hey du weißt, dass ich weiß, dass du weißt     | Jürgen Drews | Co-Komponist         |
| 2001 | Hey! Amigo Charly Brown                        | Jürgen Drews | Co-Produzent         |
| 2013 | Hey, Don’t Want Nobody                         | Jürgen Drews | Co-Komponist         |

## I
| Jahr | Titel                                                  | Interpret                                            | Funktion                   |
| ---- | ------------------------------------------------------ | ---------------------------------------------------- | -------------------------- |
| 1976 | Ich                                                    | Jürgen Drews                                         | Co-Komponist               |
| 1999 | Ich bin der König und du die Königin                   | Jürgen Drews                                         | Co-Komponist, Produzent    |
| 1976 | Ich bleib dein Freund                                  | Jürgen Drews                                         | Komponist                  |
| 2002 | Ich brauch 6x6 am Tag                                  | Jürgen Drews                                         | Co-Komponist               |
| 1978 | Ich brauch ’ne Band                                    | Jürgen Drews                                         | Co-Komponist               |
| 1976 | Ich find’ dich schön                                   | Jürgen Drews                                         | Komponist                  |
| 2015 | Ich flieg zu dir                                       | Jürgen Drews                                         | Co-Produzent               |
| 1978 | Ich geb’ mein letztes Hemd                             | Jürgen Drews                                         | Komponist                  |
| 1978 | Ich hab’ die Schuhe verbrannt                          | Jürgen Drews                                         | Co-Komponist               |
| 1992 | Ich hab’ die Zeit noch nicht vergessen                 | Jürgen Drews                                         | Co-Komponist               |
| 1977 | Ich hab’ es satt!                                      | Jürgen Drews                                         | Co-Komponist               |
| 1978 | Ich liebe das Schweigen                                | Jürgen Drews                                         | Co-Komponist               |
| 2010 | Ich schenk dir ein Himmelszelt                         | Jürgen Drews                                         | Co-Komponist, Produzent    |
| 1992 | Ich schenke dir Flügel                                 | Jürgen Drews                                         | Co-Komponist               |
| 1974 | Ich seh’ nur dich                                      | Jürgen Drews                                         | Co-Komponist               |
| 1978 | Ich stell die Welt mal um                              | Jürgen Drews                                         | Co-Komponist               |
| 1992 | Ich vermiss’ dich                                      | Jürgen Drews                                         | Co-Komponist               |
| 1989 | Ich will’s jetzt wissen, ich muss dich küssen!         | Jürgen Drews                                         | Co-Komponist, Co-Produzent |
| 2013 | In den Himmel will ich fliegen                         | Jürgen Drews                                         | Produzent                  |
| 1989 | Irgendwann, irgendwo, irgendwie (seh’n wir uns wieder) | Jürgen Drews                                         | Co-Produzent               |
| 2010 | Irgendwann, irgendwo, irgendwie (seh’n wir uns wieder) | Chris De Roo (Songtitel: Ergens hier op deze wereld) | Co-Produzent               |

## J
| Jahr | Titel                                   | Interpret    | Funktion     |
| ---- | --------------------------------------- | ------------ | ------------ |
| 1992 | Je weet niet wat er in de sterren staat | Benny Neyman | Co-Komponist |

## K
| Jahr | Titel                           | Interpret    | Funktion                   |
| ---- | ------------------------------- | ------------ | -------------------------- |
| 2011 | Komm’ endlich heim (Leuchtturm) | Jürgen Drews | Produzent                  |
| 1995 | Komm zurück                     | Jürgen Drews | Komponist, Co-Produzent    |
| 2000 | König an der Schneebar          | Jürgen Drews | Co-Komponist               |
| 1999 | König von Mallorca              | Jürgen Drews | Co-Komponist               |
| ?    | König von Mallorca              | Kurti        | Co-Komponist               |
| 1984 | Körpersprache                   | Jürgen Drews | Co-Komponist, Co-Produzent |

## L
| Jahr | Titel                         | Interpret    | Funktion                |
| ---- | ----------------------------- | ------------ | ----------------------- |
| 1978 | Lauf von hier fort            | Jürgen Drews | Co-Komponist            |
| 2010 | Lass mich rein in deine Arme  | Jürgen Drews | Co-Komponist, Produzent |
| 2013 | Liebeskummer lohnt sich nicht | Jürgen Drews | Produzent               |
| 1978 | Lied ohne Worte               | Jürgen Drews | Co-Komponist            |
| 1974 | Loneliness                    | Jürgen Drews | Co-Komponist            |

## M
| Jahr | Titel                           | Interpret    | Funktion                   |
| ---- | ------------------------------- | ------------ | -------------------------- |
| 1976 | Mein Engel in Blue Jeans        | Jürgen Drews | Komponist                  |
| 1992 | Mich trifft gleich der Schlag   | Jürgen Drews | Co-Komponist               |
| 2015 | Millionen Meilen                | Jürgen Drews | Co-Komponist               |
| 1989 | Mit dir sofort und ohne Ende    | Jürgen Drews | Co-Komponist, Co-Produzent |
| 1998 | Müssen Männer immer Helden sein | Frank Lars   | Komponist                  |

## N
| Jahr | Titel                | Interpret                       | Funktion                   |
| ---- | -------------------- | ------------------------------- | -------------------------- |
| 2010 | Ne was ist das schön | Jürgen Drews feat. Carmen Geiss | Co-Komponist, Produzent    |
| 1990 | Never Say Goodbye    | Marilyn Loves Pink              | Co-Komponist               |
| 1978 | Nicht angefasst      | Jürgen Drews                    | Co-Komponist               |
| 1991 | Niemals nein niemals | Jürgen Drews                    | Co-Komponist, Co-Produzent |

## O
| Jahr | Titel                    | Interpret    | Funktion     |
| ---- | ------------------------ | ------------ | ------------ |
| 1999 | Oh’ wie ist das schön    | Jürgen Drews | Komponist    |
| 2013 | Olé, ich freu mich drauf | Jürgen Drews | Co-Komponist |

## P
| Jahr | Titel  | Interpret    | Funktion                   |
| ---- | ------ | ------------ | -------------------------- |
| 1984 | Pillen | Jürgen Drews | Co-Komponist, Co-Produzent |

## R
| Jahr | Titel                      | Interpret    | Funktion                   |
| ---- | -------------------------- | ------------ | -------------------------- |
| 1989 | Rette mich, wenn Du kannst | Jürgen Drews | Co-Komponist, Co-Produzent |
| 1990 | Rock My Soul               | Jürgen Drews | Co-Komponist, Co-Produzent |

## S
| Jahr | Titel                                | Interpret                  | Funktion                   |
| ---- | ------------------------------------ | -------------------------- | -------------------------- |
| 1978 | Sag jetzt nichts                     | Jürgen Drews               | Co-Komponist               |
| 1989 | Schluss…zu Ende – Aus – Vorbei       | Jürgen Drews               | Co-Produzent               |
| 1971 | Schreib mir keine Briefe             | Jürgen Drews               | Co-Komponist               |
| 1974 | Sie mag mich                         | Jürgen Drews               | Co-Komponist               |
| 1989 | So wie im Film                       | Jürgen Drews               | Co-Produzent               |
| 2010 | Sonnenstudio Marion                  | Die Atzen mit Jürgen Drews | Co-Komponist               |
| 2010 | Spiel noch einmal dein Lied für mich | Jürgen Drews               | Co-Komponist, Co-Produzent |
| 1983 | Sünde                                | Jürgen Drews               | Co-Komponist               |
| 1978 | Suzy Lee                             | Jürgen Drews               | Co-Komponist               |

## T
| Jahr | Titel                      | Interpret    | Funktion                   |
| ---- | -------------------------- | ------------ | -------------------------- |
| 1989 | Talk About Freedom         | Jürgen Drews | Co-Komponist, Co-Produzent |
| 1987 | Ti amo (für unsere Liebe…) | Jürgen Drews | Co-Komponist, Produzent    |

## U
| Jahr | Titel                                                         | Interpret    | Funktion     |
| ---- | ------------------------------------------------------------- | ------------ | ------------ |
| 1978 | Umgeben von weiß                                              | Jürgen Drews | Komponist    |
| 1984 | Und bei Nacht stehn wir in Flammen (acht Stunden unter Strom) | Jürgen Drews | Co-Produzent |
| 2000 | Und dann flieg’ ich mit dir…                                  | Frank Lars   | Komponist    |

## V
| Jahr | Titel                           | Interpret    | Funktion             |
| ---- | ------------------------------- | ------------ | -------------------- |
| 2007 | Verhüterli – Ohne tun wir’s nie | Jürgen Drews | Co-Komponist         |
| 1987 | Verliebt                        | Jürgen Drews | Komponist            |
| 2010 | Vielleicht bin ich blöd         | Jürgen Drews | Komponist, Produzent |

## W
| Jahr | Titel                                       | Interpret                         | Funktion                   |
| ---- | ------------------------------------------- | --------------------------------- | -------------------------- |
| 1995 | Wahre Liebe                                 | Jürgen Drews                      | Co-Produzent               |
| 1978 | Wenn du mich einmal verläßt                 | Jürgen Drews                      | Co-Komponist               |
| 1976 | Wenn ich mal 60 bin                         | Jürgen Drews                      | Komponist                  |
| 1991 | Wie früher                                  | Jürgen Drews                      | Co-Komponist, Co-Produzent |
| 1999 | Wieder alles im Griff                       | Jürgen Drews                      | Komponist                  |
| 2012 | Wieder alles im Griff                       | Die Grubertaler                   | Komponist                  |
| 1985 | Wieder zuviel riskiert                      | Jürgen Drews                      | Co-Komponist               |
| 2011 | Wir fliegen im Himmelbett                   | Jürgen Drews                      | Co-Komponist, Produzent    |
| 2010 | Wir mieten Venedig                          | Jürgen Drews                      | Co-Komponist, Produzent    |
| 2011 | Wir mieten Venedig                          | Jürgen Drews feat. Lauren Francis | Co-Komponist, Produzent    |
| 1989 | Wir seh’n uns wieder in den Rocky-Mountains | Jürgen Drews                      | Co-Produzent               |
| 1992 | Wo bist du?                                 | Jürgen Drews                      | Co-Komponist               |
| 2013 | Wunder Wunder Wunder-Wunderbar              | Jürgen Drews                      | Co-Komponist               |

## Y
| Jahr | Titel                    | Interpret    | Funktion     |
| ---- | ------------------------ | ------------ | ------------ |
| 1974 | You Get Help From No One | Jürgen Drews | Co-Komponist |